# Censier - Daubenton (metrostation)
Censier – Daubenton er en station på metronettet, beliggende i Paris' 5. arrondissement. Stationen betjener metrolinje 7, og den blev åbnet 15. februar 1930, da metrolinje 10, som den oprindelig var en del af, blev forlænget til Place d'Italie. Et år senere blev stationen lagt til linje 7.
Frem til 1965 var stationen kendt under navnet Censier-Daubenton aux cuirs (Censier – Daubentons lædermarked). Navnet henviste til det lædermarked, som lå langs bredden af Bièvre.
Metrostationens navn er sammensat af det lokale stednavn, Censier, og en henvisning til Louis-Jean-Marie Daubenton, som var naturhistoriker og samarbejdede med Buffon om hans Histoire Naturelle (Naturhistorie). Han var desuden den første direktør for Muséum national d'Histoire naturelle, det naturhistoriske museum, som ligger tæt ved stationen.
Nær stationen ligger endvidere den gotiske kirke Église Saint-Médard, Institut national agronomique Paris-Grignon, som er en ingeniørsuddannelse inden for agronomi, og Université Paris 3 - Sorbonne Nouvelle med studieretninger inden for blandt andet humaniora og sprog.

## Trafikforbindelser
- RATP